# Hospital de campanha

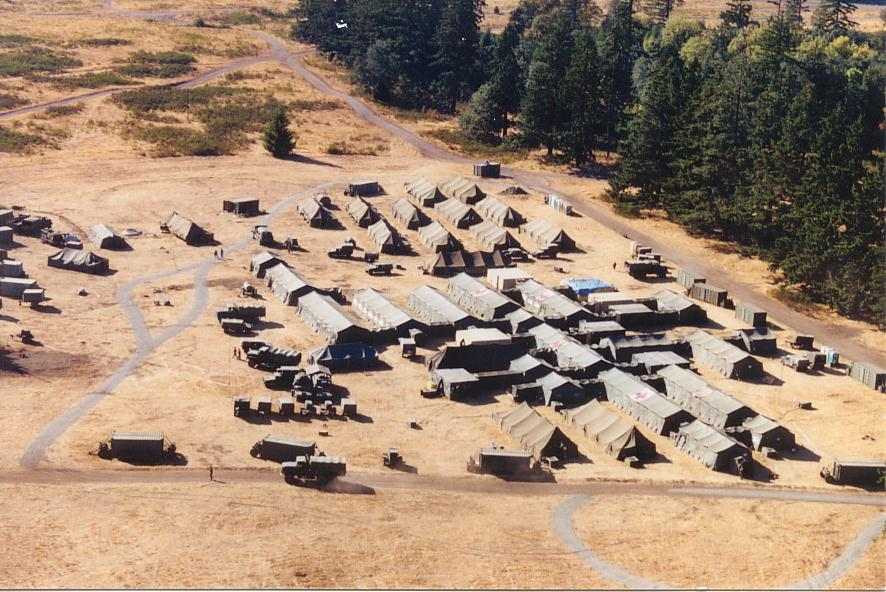
Um Hospital de Apoio ao Combate do Exército dos EUA, um tipo de hospital de campanha, em 2000

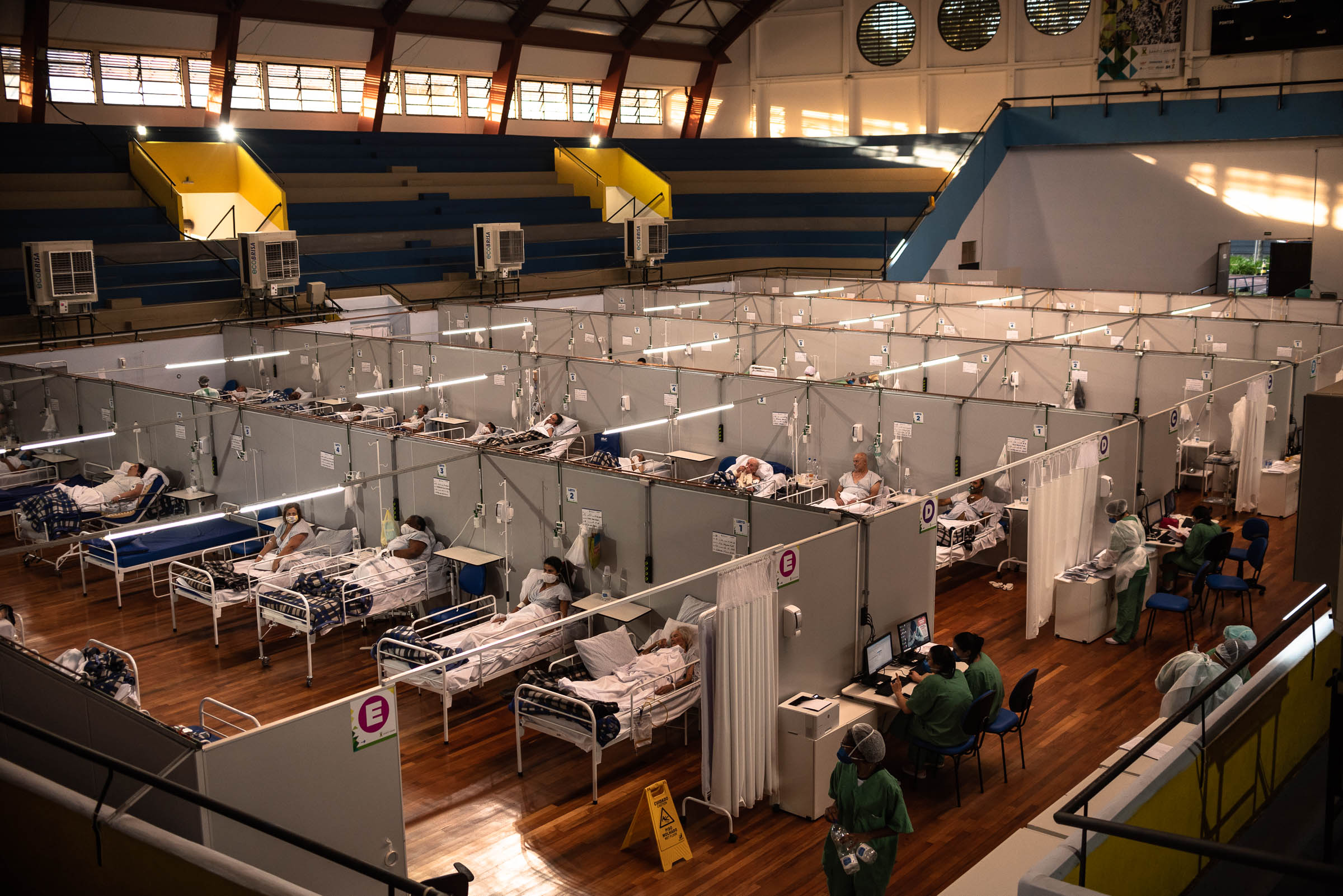
Hospital de Campanha em Santo André, durante a pandemia de COVID-19

Um hospital de campanha é uma pequena unidade médica móvel, ou mini-hospital, que cuida temporariamente das vítimas no local antes que possam ser transportadas com segurança para instalações mais permanentes. Este termo é usado predominantemente com referência a situações militares, mas também pode ser usado em tempos de desastre. O conceito foi herdado do campo de batalha  e agora é aplicado em caso de desastres ou acidentes graves, assim como na medicina militar tradicional.
Um hospital de campanha é uma equipe médica com um kit médico móvel e, muitas vezes, um amplo abrigo em forma de tenda (às vezes uma estrutura inflável em uso moderno), para que possa ser facilmente instalado perto da fonte de vítimas. Em um ambiente urbano, o hospital de campanha geralmente é estabelecido em um edifício facilmente acessível e altamente visível (como uma mansão, restaurante, escola etc.). No caso de uma estrutura transportada pelo ar, o kit médico móvel geralmente é colocado em um contêiner; o próprio contêiner é então usado como abrigo. Um hospital de campanha geralmente é maior que uma estação de ajuda temporária, mas menor que um hospital militar permanente.
O direito humanitário internacional, como as Convenções de Genebra, inclui proibições de atacar médicos, ambulâncias, navios hospitalares ou hospitais de campanha que exibam uma Cruz Vermelha, um Crescente Vermelho ou outro emblema relacionado ao Movimento Internacional da Cruz Vermelha e do Crescente Vermelho .